# اچ‌ام‌اس فودرویانت (۱۷۵۸)
اچ‌ام‌اس فودرویانت (۱۷۵۸) (به انگلیسی: HMS Foudroyant (1758)) یک کشتی است که طول آن ۱۸۰ فوت ۵ اینچ (۵۴٫۹۹ متر) می‌باشد. این کشتی در سال ۱۷۵۰ ساخته شد.